# Capharnaum
I Capharnaumn sono stati un gruppo musicale di genere technical death metal statunitense, formatosi nel 1993 in Florida per mano dei fratelli Jason e Jordan Suecof.

## Storia
Nel 1997 il gruppo pubblica il suo primo album, Reality Only Fantasized. A esso fa seguito, nel 2004, il secondo e ultimo album del gruppo, Fractured, con alla voce Matt Heafy dei Trivium.
Il gruppo si scioglie nel 2005.

## Formazione

### Ultima
- Matt Heafy - voce
- Jason Suecof - chitarra
- Alex Vieira - chitarra
- Mike Poggione - basso
- Jordan Suecof - batteria

### Ex componenti
- Frank Vega - voce
- Tony Espinoza - voce
- Ryan Adams - chitarra
- Nick Lee - chitarra
- Daniel Mongrain - chitarra
- Shawn Greenlaw - basso

## Discografia
Album in studio
- 1997 - Reality Only Fantasized
- 2004 - Fractured

EP
- 1999 - Plague of Spirits